# Крутинський район
Крутинський район (рос. Крутинский район) — муніципальне утворення у Омській області.

## Адміністративний устрій
- Крутинське міське поселення
- Зімінське сільське поселення
- Кітерминське сільське поселення
- Новокарасуцьке сільське поселення
- Оглухінське сільське поселення
- Пановське сільське поселення
- Рижковське сільське поселення
- Толоконцевське сільське поселення
- Шипуновське сільське поселення
- Яманське сільське поселення